# 山形県道56号新庄舟形線
山形県道56号新庄舟形線（やまがたけんどう56ごう しんじょうふながたせん）は、山形県新庄市から最上郡舟形町に至る県道（主要地方道）である。

## 概要

### 路線データ
- 起点：山形県新庄市本合海（国道47号交点）
- 終点：山形県最上郡舟形町長沢（松原橋東側交差点、国道47号交点）

## 歴史
- 1993年（平成5年）5月11日 - 建設省から、県道新庄舟形線が新庄舟形線として主要地方道に指定される[1]。

## 路線状況

### 重複区間
- 国道13号（最上郡舟形町舟形 地内）
- 山形県道318号新庄長沢尾花沢線（最上郡舟形町長沢 地内）

## 地理

### 通過する自治体
- 新庄市
- 最上郡
  - 大蔵村
  - 舟形町

### 交差する道路
- 国道47号（起点）
- 山形県道36号新庄次年子村山線（新庄市角沢）
- E13東北中央自動車道 舟形IC
- 国道13号（最上郡舟形町舟形）
- 山形県道318号新庄長沢尾花沢線（最上郡舟形町長沢）
- 国道47号（終点）